# 7. Polnische Seelandedivision

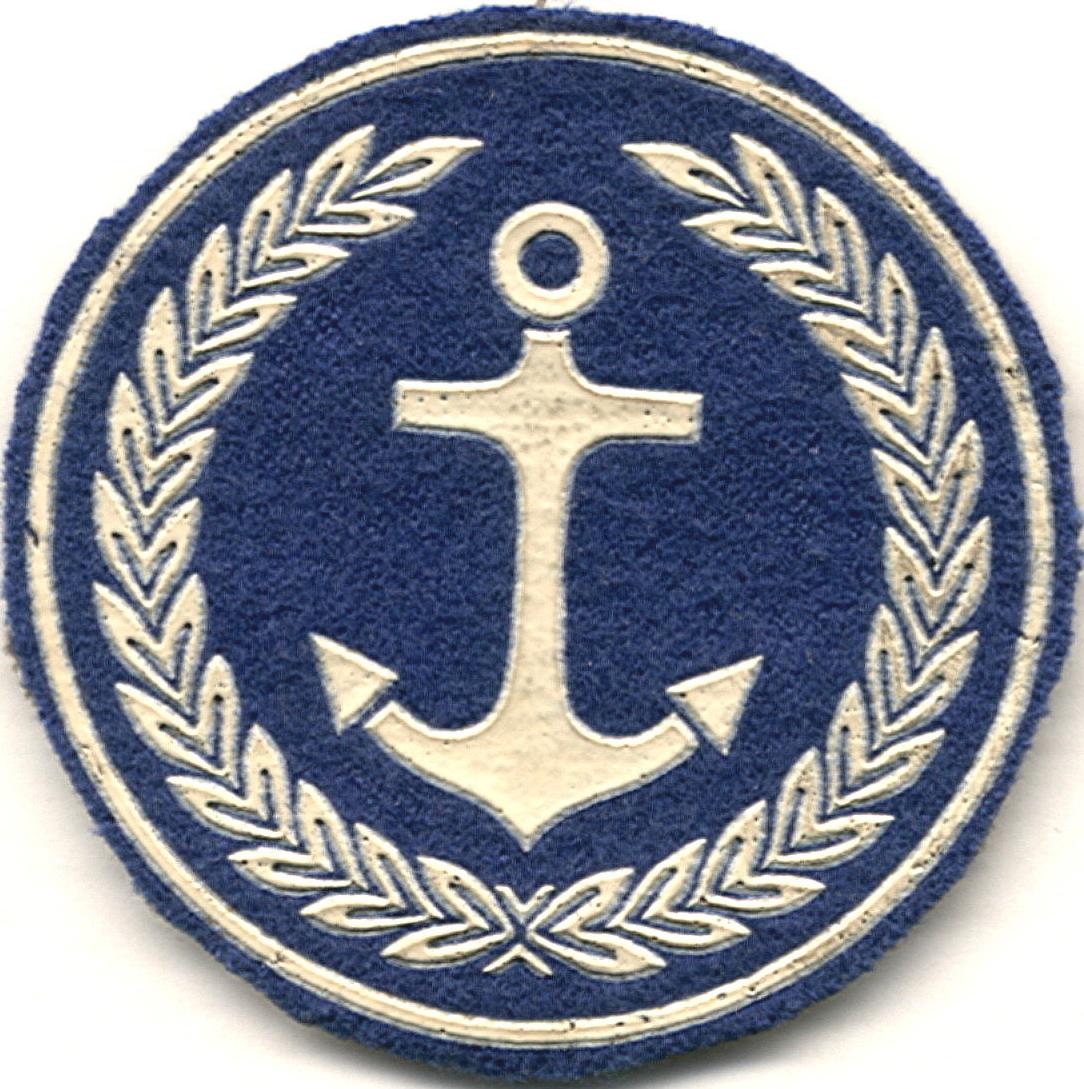
Emblem der 7 DDes

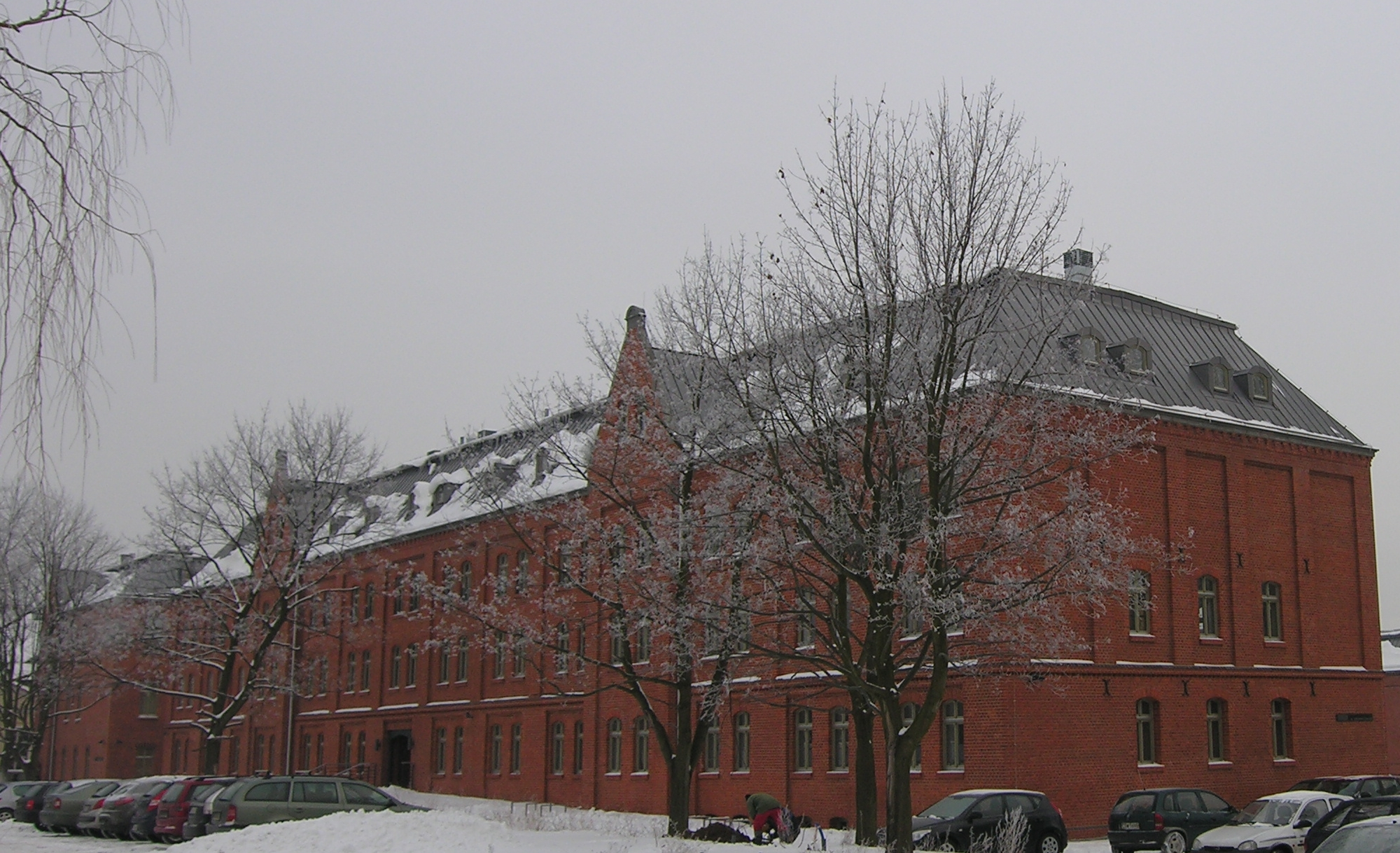
Garnison der 7 DDes in Danzig-Wrzeszcz

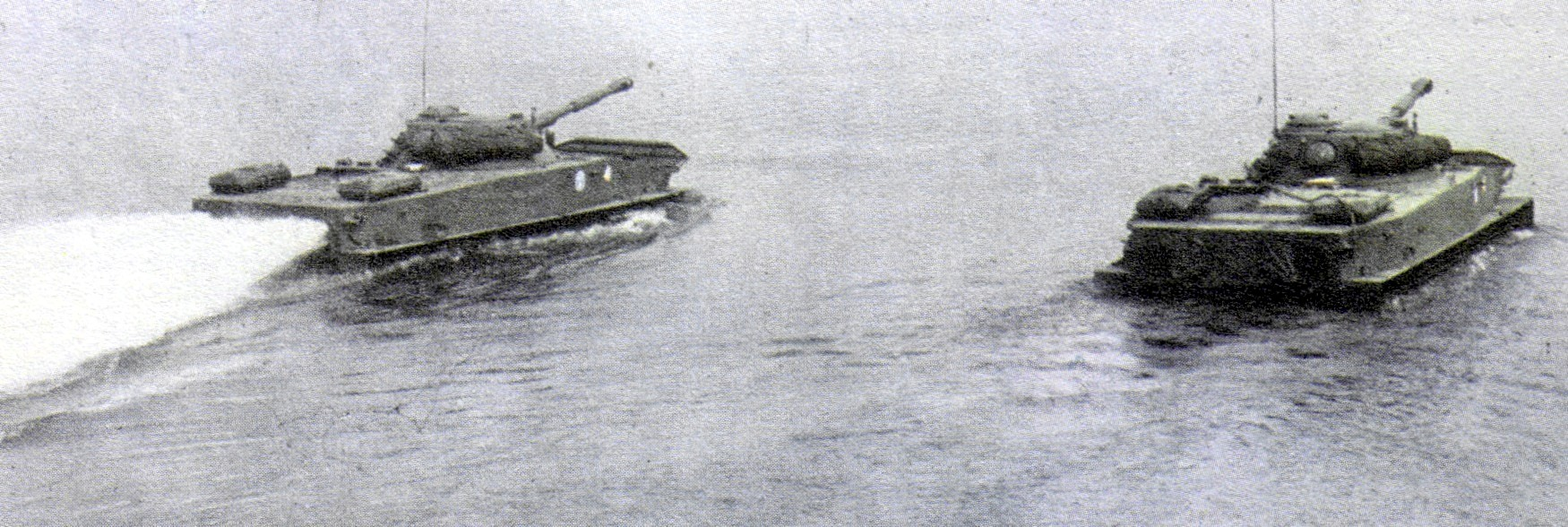
PT-76-Schwimmpanzer der 7 DDes

Die 7. Polnische Seelandedivision/7. Lausitzer Seelandedivision (7 DDes) (poln. 7 Łużycka Dywizja Desantowa) war ein amphibischer Großverband der Polnischen Volksarmee im Rahmen der Warschauer-Pakt-Armee in der Zeit von 1963 bis 1986. Die 7. Polnische Seelandedivision gehörte zur Jednostka Obrony Wybrzeza (Küstenverteidigungsverband) und war ein Spezialverband der Landstreitkräfte, der eng mit der polnischen Seekriegsflotte zusammenarbeitete. Sie gehörte zum Pommerschen Militärbezirk und war in Danzig stationiert. Andere Stabsstellen befanden sich in Zoppot und Gdingen. Die Angehörigen der 7 DDes wurden häufig als „Blaue Barette“ (poln. „Niebieskie Berety“) bezeichnet.

## Uniform
Das äußere Erkennungsabzeichen waren ein silbernes Ankerabzeichen sowie ein blaues Barett.

## Ausrüstung
Gegliedert war sie mit der Stärke von ca. 5.000 bis 6.000 Mann ähnlich einer Mot-Schützendivision, dafür aber mit schwimmfähigen Panzern und amphibischen Transportfahrzeugen. Die Schützengruppen führten als schwere Waffen das MG und die Panzerfaust RPG-7 mit. Das Aufklärungsbataillon operierte mit den Gefechtsfahrzeugen BRDM-2 und PT-76 und das Pionierbataillon K-61 Transportfahrzeuge. Das selbstständige Panzerbataillon bestand überwiegend aus T-55 Kampfpanzern und das Flugabwehrbataillon ZU-23-2 Flakpanzer. Die amphibische Transportkapazität bestand aus 23 Panzerlandungsschiffen der Polnocny-Klasse und 18 anderen Landungsfahrzeugen. Daneben waren auch GUS-Luftkissenfahrzeuge vorhanden, wie von westlichen Beobachtern erstmals auf dem Warschauer Pakt-Manöver „Val-77“ beobachtet wurde.
Landekapazitäten der sowjetischen Kriegsmarine
| Anzahl | Typ                | Klasse     | Ladekapazität                                     |
| ------ | ------------------ | ---------- | ------------------------------------------------- |
| 1      | Transporter        | Iwan Rogow | 1 Marine-InfBtl mit Ausrüstung (inkl. Fahrzeugen) |
| 14     | Landungsschiff     | Alligator  | 38 Pz u. 400 Soldaten                             |
| 13     | Landungsschiff     | Ropucha    | 19 Pz                                             |
| 55     | Landungsschiff     | Polnocny   | 8 Pz und 180 Soldaten                             |
| 10     | Landungsschiff     | MP-4       | 6–8 Pz                                            |
| 20     | Landungsboot       | Wydra      | 3 Pz                                              |
| 20     | Landungsboot       | SMB-1      | 3 Pz                                              |
| 11     | Luftkissenfahrzeug | Lebed      | -                                                 |
| 33     | Luftkissenfahrzeug | Gus        | 30–40 Soldaten                                    |
| 8      | Luftkissenfahrzeug | Aist       | 3 Pz                                              |

## Geschichte
Im Herbst 1958 wurde aus dem Stammpersonal der 3. und 5. Küstenverteidigungsbrigaden die 23. Infanteriedivision (Nr. 2 / 235-2 / 249) aufgestellt, welche die Aufgaben der beiden aufgelösten Brigaden übernahm. Im Januar 1963 wurde die Division in einen Landungsverband umstrukturiert. Ursprünglich war geplant, die 23. Infanteriedivision in eine mechanisierte Division umzuwandeln. Diese wurde jedoch aufgegeben. Die Division sollte bei Kampfhandlungen nach amphibischen Landungen eingesetzt werden.
Im Oktober 1963 wurde die 23. Seelandedivision in 7. Lausitzer Seelandedivision umbenannt. Im Jahr 1964 wurde der Verband mit OT-62-TOPAS-Transportpanzern aus tschechoslowakischer Produktion und sowjetischen Schwimmpanzern des Typs PT-76 ausgestattet. Die Division wurde auf den Truppenübungsplätzen Okonek, Drawsko Pomorskie und Orzysz ausgebildet. Amphibische Landungsmanöver fanden an den Stränden von Ustka, Ognica und Jelitków statt. Die 7. Landedivision gehörte zu den Einheiten, die für die ersten operativen Aktionen der polnischen Armee vorgesehen waren und hielten einen hohen Grad an voller Gefechtsbereitschaft aufrecht. Ihren Kampfwert stellte sie an der Teilnahme zahlreicher Übungen des Warschauer Pakts unter Beweis. Dazu gehörten zum Beispiel die Manöver „Odra-Nysa-69“, „Bruderschaft Broni-70 “, „Bruderschaft Broni-80 “, „Allianz-81 “ und „Allianz-83 “.
In den frühen Morgenstunden des 15. Dezember 1970 erließ Generalmajor Józef Kamiński den Befehl, die Divisionen unter eine erhöhte Gefechtsbereitschaft zu stellen. Dann erfolgte die Blockade der Danziger Werft.
Am 2. August 1986 wurde die Division unter Beibehaltung ihrer derzeitigen Organisationsform in 7. Lausitzer Küstenverteidigungsbrigade umbenannt, allerdings mit einer geringeren Mannschaftsstärke im Vergleich zu einer typischen Division von etwa 6.000 Soldaten. In den Strukturen des Warschauer Pakts war sie seit den 1960er-Jahren eine Brigade. Erst im Jahr 1989 wurde die Brigade in ein Bataillon umgewandelt. Die Traditionen der Division wurden an die 7. pommerschen Küstenverteidigungsbrigade weitergegeben.

## Auftrag
Genereller Auftrag der polnischen Marineinfanterie bzw. Seelandetruppe bestand daran, als eigenständiger Kampfverband, taktische oder operative amphibische Landungen durchzuführen und als 1. Staffel einen Landungsbrückenkopf zu errichten.
Ab dem Jahr 1967 besaß die Polnische Volksrepublik militärischen Verbände, welche schnellen modernen Reaktionskräften ähnelte. Im Rahmen eines möglichen militärischen Konfliktes zwischen dem Warschauer Pakt und der NATO war geplant, dass die polnische Volksarmee einen Angriff (Operacjia Jutlandii – Jütländische Operationsrichtung) auf das Norddeutsche Tiefland Westdeutschlands und Dänemark durchführen sollte, um den baltischen Korridor zu besetzen und um eine volle Handlungsfreiheit für die baltische Flotte zu gewinnen. Zu diesem Zweck sollte ein Seelandekorps (taktische Nummer 14) aus der 7 ŁDD und der 6 PDPD (6. Polnische Luftlandedivision – 6 Pomorska Dywizja Powietrznodesantowa) für triphibische Operationen (Land, See und Luft) aufgestellt werden. Die 15. mechanisierte Division hatte die Aufgabe, in der zweiten Welle als Unterstützung der 7. Lausitzer Landungsdivision zu fungieren und zu diesem Zweck mit leichteren gepanzerten Einheiten eingreifen.
Als Garnison war Babice in der Nähe von Warschau, wo sich ein Fliegerhorst befand, vorgesehen. Trotz der anfänglichen Zustimmung von General Jaruzelski wurde die Schaffung des Seelandekorps nicht vollendet.

## Gliederung der 7. Polnischen Seelandedivision
- Stab 7. Polnische Seelandedivision in Danzig, ehemaliger Sitz der 23. ID
- 4. Pommersches Seelanderegiment (4 Pomorski Pułk Desantowy) in Słupsk, zuvor 79. Pommersches Seelanderegiment
- 34. Bautzener Seelanderegiment (34 Budziszyński Pułk Desantowy) in Lębork, zuvor 34. Infanterieregiment
- 35. Danziger Seelanderegiment (35 Gdański Pułk Desantowy), Danzig
- 11. Schwimmpanzer-Bataillon (11 Batalion Czołgów Pływających) in Słupsk
- 41. Artillerie-Abteilung Danzig, taktisches Raketen
- 20. Divisionsartillerie (Raketenartillerie)
- 18. Pionierbataillon in Lębork
- 7. Instandsetzungsbataillon (7 Batalion Remontowy) in Słupsk
- 29. Flugabwehrbatterie (29 Bateria Artylerii przeciwlotniczej) in Danzig
- 52. Aufklärungskompanie (52 kompania rozpoznawcza) in Lębork
- 7. Chemische Kompanie[5] (7 Kompania Chemiczna) in Słupsk
- 23. Fernmeldekompanie (23 Kompania łączności) in Danzig
- 7. Nachschubskompanie (7 Kompania Zaopatrzenia) in Danzig
- 23. SanKompanie (23 Kompania Medyczna) in Danzig
- 33 kompania dowodzenia szefa OPL in Danzig
- Verkehrsschutzkompanie (Kompania Ochrony i Regulacji Ruchu) in Danzig
- Artillerie-Zug (Pluton Dowodzenia Szefa Artylerii) in Danzig

### Gliederung des 4. Pommerschen Seelanderegimentes
- Führungszug
- Sicherungszug
- 5 Seelande-Kompanien mit je 9 × TOPAS und 3 × Mörser 82 mm, jeweils gegliedert in vier Züge und einen Granatwerferzug
- Schwimmpanzer-Kompanie (16 × PT-76) zu drei Zügen je fünf Panzer und einen Führungspanzer
- Granatwerferbatterie (6 × 120 mm) mit zwei Feuerzügen
- Panzerabwehr-Lenkwaffen-Batterie (6 Waffensysteme) mit zwei Zügen
- Technische Kompanie
- Luftabwehr-Zug
- Aufklärungszug (4 × BRDM)
- Pionierzug
- Versorgungszug
- Sanitätszug

### Gliederung des 41. taktische Artillerieraketen-Abteilung
- Führungsbatterie
- 2 × Starterbatterien mit je zwei Zügen, insgesamt 4 × taktische Raketen vom Typ R-70
- Technischer (Bedienungs-)Zug?
- Luftabwehrzug mit 3 × ZU-23-2
- Instandsetzungszug
- Versorgungszug
- Sanitätszug

## Kommandeure
- Brigadegeneral Otton Roczniok (1963)
- Oberst Henryk Rzepkowski (1963–1968)
- Oberst Stanisław Kruczek (1968–1970)
- Oberst Tadeusz Urbańczyk (1970–1973)
- Brigadegeneral Leszek Kozłowski (1973–1978)
- Brigadegeneral Henryk Szafrański (1978–1986)

## Umstrukturierungen
Die 7. Polnische Seelandedivision machte mehrere Umstrukturierungen durch. Aus der 3. und 5. Küstenverteidigungsbrigade und der 32. Infanteriedivision wurde die 23. Infanteriedivision, daraus die 23. Seelandedivision und anschließend die 7. Lausitzer Seelandedivision. Nach 1986 wurde die Größe reduziert und es entstand die 7. Lausitzer Küstenverteidigungsbrigade, daraus die 1. Danziger Territorialverteidigungsbrigade und am Ende das 7. Bataillon der 1. Danziger Territorialverteidigungsbataillon.